# Harvard Mark I
Harvard Mark I byl plně automatický elektromechanický počítač postavený v únoru 1944 Howardem H. Aikenem za spolupráce firmy IBM a americké Harvardovy univerzity (kam byl poté převezen). Aiken vycházel ze svých teoretických prací i z prací Charlese Babbageho. Prvními programátory byli Richard Milton Bloch, Robert Campbell a Grace Hopperová. O provoz se staral malý tým techniků, někteří byli zaměstnanci firmy IBM.
Původní, firmou IBM, navrhovaný název zařízení byl The IBM Automatic Sequence Controlled Calculator (ASCC), pojmenování Mark I dostal až na univerzitě. Později Aiken postavil jeho následovníky Harvard Mark II, Harvard Mark III a Harvard Mark IV.
Rozměry počítače byly: délka 16 m, výška 2,4 m a hloubka 0,6 m. Operace byly synchronizovány mechanicky pomocí průchozího hřídele délky 15,5 m otáčeného elektromotorem o výkonu 4 kW. Výpočetní výkon byl zhruba tři základní operace (např. sčítání) za sekundu. Provedení násobení zabralo cca 6 sekund.